# Macrobrachium rosenbergii
 (novembre 2022).
La mise en forme du texte ne suit pas les recommandations de Wikipédia : il faut le « wikifier ».
Les points d'amélioration suivants sont les cas les plus fréquents. Le détail des points à revoir est peut-être précisé sur la page de discussion.
- Les titres sont pré-formatés par le logiciel. Ils ne sont ni en capitales, ni en gras.
- Le texte ne doit pas être écrit en capitales (les noms de famille non plus), ni en gras, ni en italique, ni en « petit »…
- Le gras n'est utilisé que pour surligner le titre de l'article dans l'introduction, une seule fois.
- L'italique est rarement utilisé : mots en langue étrangère, titres d'œuvres, noms de bateaux, etc.
- Les citations ne sont pas en italique mais en corps de texte normal. Elles sont entourées par des guillemets français : « et ».
- Les listes à puces sont à éviter, des paragraphes rédigés étant largement préférés. Les tableaux sont à réserver à la présentation de données structurées (résultats, etc.).
- Les appels de note de bas de page (petits chiffres en exposant, introduits par l'outil «  Source ») sont à placer entre la fin de phrase et le point final[comme ça].
- Les liens internes (vers d'autres articles de Wikipédia) sont à choisir avec parcimonie. Créez des liens vers des articles approfondissant le sujet. Les termes génériques sans rapport avec le sujet sont à éviter, ainsi que les répétitions de liens vers un même terme.
- Les liens externes sont à placer uniquement dans une section « Liens externes », à la fin de l'article. Ces liens sont à choisir avec parcimonie suivant les règles définies. Si un lien sert de source à l'article, son insertion dans le texte est à faire par les notes de bas de page.
- La présentation des références doit suivre les conventions bibliographiques. Il est recommandé d'utiliser les modèles {{Ouvrage}}, {{Chapitre}}, {{Article}}, {{Lien web}} et/ou {{Bibliographie}}. Le mode d'édition visuel peut mettre en forme automatiquement les références.
- Insérer une infobox (cadre d'informations à droite) n'est pas obligatoire pour parachever la mise en page.

Pour une aide détaillée, merci de consulter Aide:Wikification.
Si vous pensez que ces points ont été résolus, vous pouvez retirer ce bandeau et améliorer la mise en forme d'un autre article.
Espèce
Statut de conservation UICN

 LC  : Préoccupation mineure
La crevette géante d'eau douce (Macrobrachium rosenbergii) est une espèce de crustacés décapodes de la famille des Palaemonidae originaire de l'Asie du Sud-Est. Au Viêt Nam, elle n'est distribuée que dans le bassin du Mékong.

## Nomenclature
Cette espèce est connue au sein de la francophonie sous divers noms vernaculaires souvent communs à d'autres espèces : crevette d'eau douce, bouquet géant, chevrette comme en Nouvelle-Calédonie, ouassou comme en Guadeloupe ou encore camaron (sans accent sur le o contrairement au mot espagnol qui signifie crevette) comme dans l'île Maurice ou en créole réunionnais[réf. nécessaire].

## Description

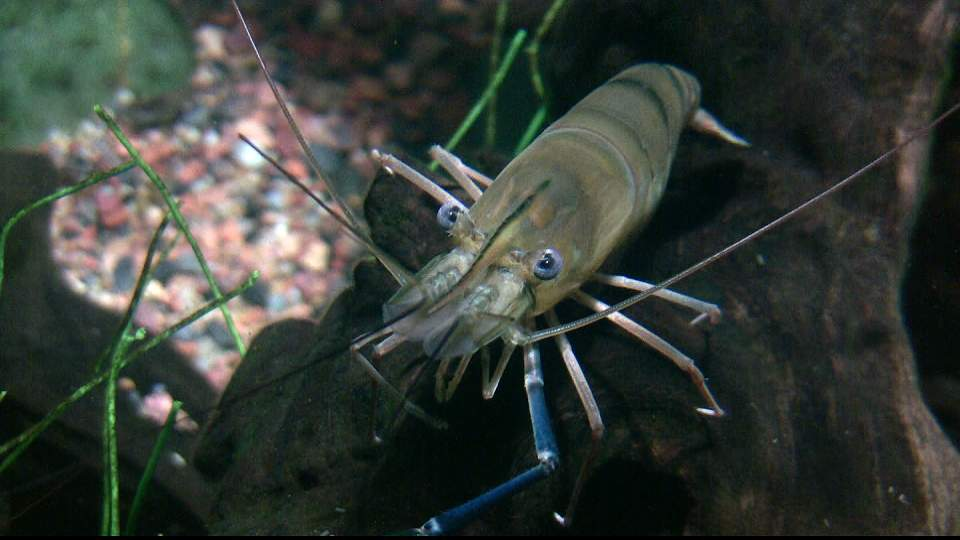
Crevette géante d'eau douce.

À l'état naturel, cette espèce se trouve dans les eaux douces continentales (étangs, rivières...) et dans les zones d'estuaire[réf. nécessaire]. Elle se nourrit principalement la nuit et est omnivore (algues, larves d'insectes aquatiques, chair de poissons ou d'autres crustacés morts...)[réf. nécessaire]. De quelques millimètres à sa naissance, ce crustacé peut atteindre 10 à 15 cm de long en 9 mois, puis jusqu'à une trentaine de centimètres.

## Répartition
Les crevettes adultes vivent en eau douce, soit dans les rivières et canaux qui quadrillent le delta du Mékong, soit dans les divers bassins et rizières, c'est-à-dire un peu partout au Viet Nam. Elle est particulièrement abondante dans les provinces de Can Tho, An Giang et Vinh Long où la production annuelle dépasse 1 300 tonnes. La reproduction a lieu tout au long de l'année, avec deux pics en avril (rivière de Saigon) et juin-octobre (fleuve Mékong). Les larves de Macrobrachium se développent en eau saumâtre dans les zones estuarines puis remontent peu à peu les fleuves et rivières à la suite de leur métamorphose. Elle est également présente au Cambodge où elle est très appréciée.

## Élevage aquacole

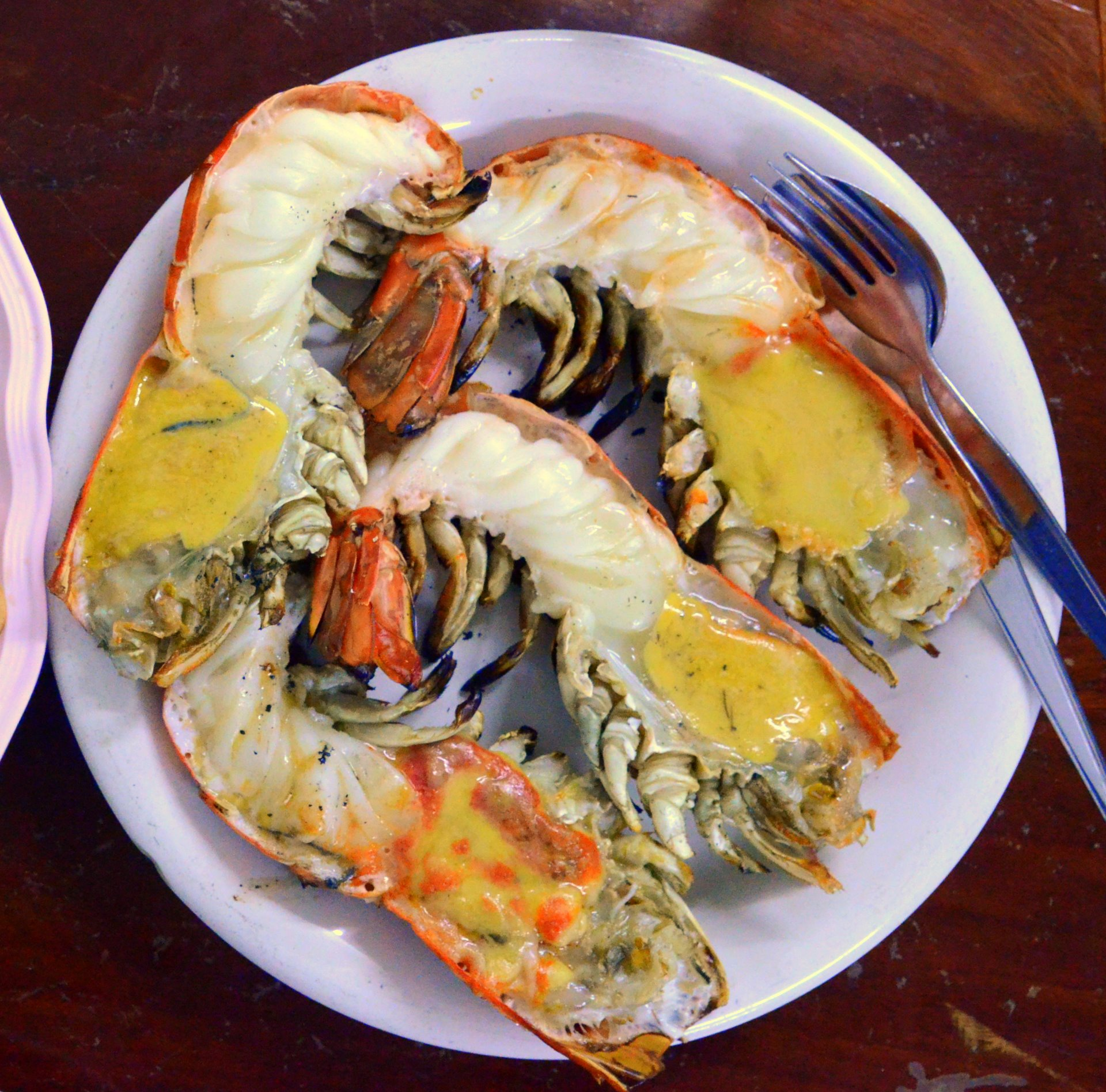
Les crevettes géantes d'eau douce grillées sont communes dans la cuisine thaïlandaise.

Plusieurs espèces de Macrobrachium ont été introduites dans d'autres zones tropicales ou subtropicales, mais le Macrobrachium rosenbergii, en provenance d'Asie du Sud-Est, est l'espèce la plus utilisée à des fins commerciales. Son élevage est devenu intensif en Chine, en Thaïlande et aux Philippines. Il a ensuite été introduit dans de nombreux pays, notamment à l'île Maurice dans les années 1970. La tentative d'introduction à La Réunion dans les années 1980 s'est soldée par un échec par manque de rentabilité. La crevette est également élevée aux Antilles : à la Martinique depuis 1976 et à la Guadeloupe depuis 1978. En élevage, cette espèce est préférée à l'espèce autochtone américaine Macrobrachium carcinus qui est trop agressive envers ses congénères. Depuis, l'espèce s'est échappée d'élevage et s'est acclimatée à la Martinique. Elle est largement élevée en Chine (où elle a été introduite, en provenance du Japon, en 1976), dans une dizaine de provinces du sud. C'est la province du Guangdong qui produit le plus de crevettes en Chine. Plusieurs élevages sont apparus en France métropolitaine, notamment dans les départements du Gers et de l'Ain, où cette crevette est encore peu connue mais pourrait à l'avenir trouver une large place dans les bassins des aquaculteurs, afin de leur permettre d'adapter leurs productions pour certaines impactées par les conséquences du changement climatique.
Il existe deux modes d'élevage : continue et discontinue. Le mode discontinu consiste en un stockage unique suivi d'une période d'élevage de huit à douze mois et de la récolte totale des animaux. L'élevage en continu consiste en une récolte progressive des animaux les plus grands du troupeau après sept mois d'élevage et d'une gradation des animaux restants qui sont alors séparés entre différents bassins. Un nouveau stockage de juvéniles est alors effectué pour permettre une continuité de la récolte. Bien que non présente naturellement au Nord-Viêt Nam, des essais d'élevage ont été effectués avec plus ou moins de succès. Le principal handicap est toutefois la présence d'une saison froide qui limite la période d'élevage favorable. Par ailleurs, la production artificielle de larves en écloseries reste difficile et est limitée par un manque relatif de demande en comparaison de celle existante pour les larves de crevettes marines et qui constitue une attraction importante pour l'investissement effectué dans les écloseries de crevettes au Viêt Nam. 

## Utilisation
Côté alimentation, la chair de la crevette géante d'eau douce est riche en protéines, vitamines et oligo-éléments, tout en restant pauvre en graisses. À La Réunion, ces crevettes sont cuisinées en cari ou flambés[réf. nécessaire].
Cette espèce est par ailleurs utilisée en laboratoire pour des études toxicologiques ou écotoxicologiques, par exemple en 2017 pour l'étude de la cinétique d'un pesticide organochloré le Chlordécone.

## Zoo
L'Aquarium du palais de la Porte Dorée détient une ou deux Macrobrachium rosenbergii présentés au public (12/2014). Les spécimens sont maintenus dans une grande cuve d'une centaine de litres. Ils sont aisément observables lors d'une promenade dans l'Aquarium.

## Galerie des images

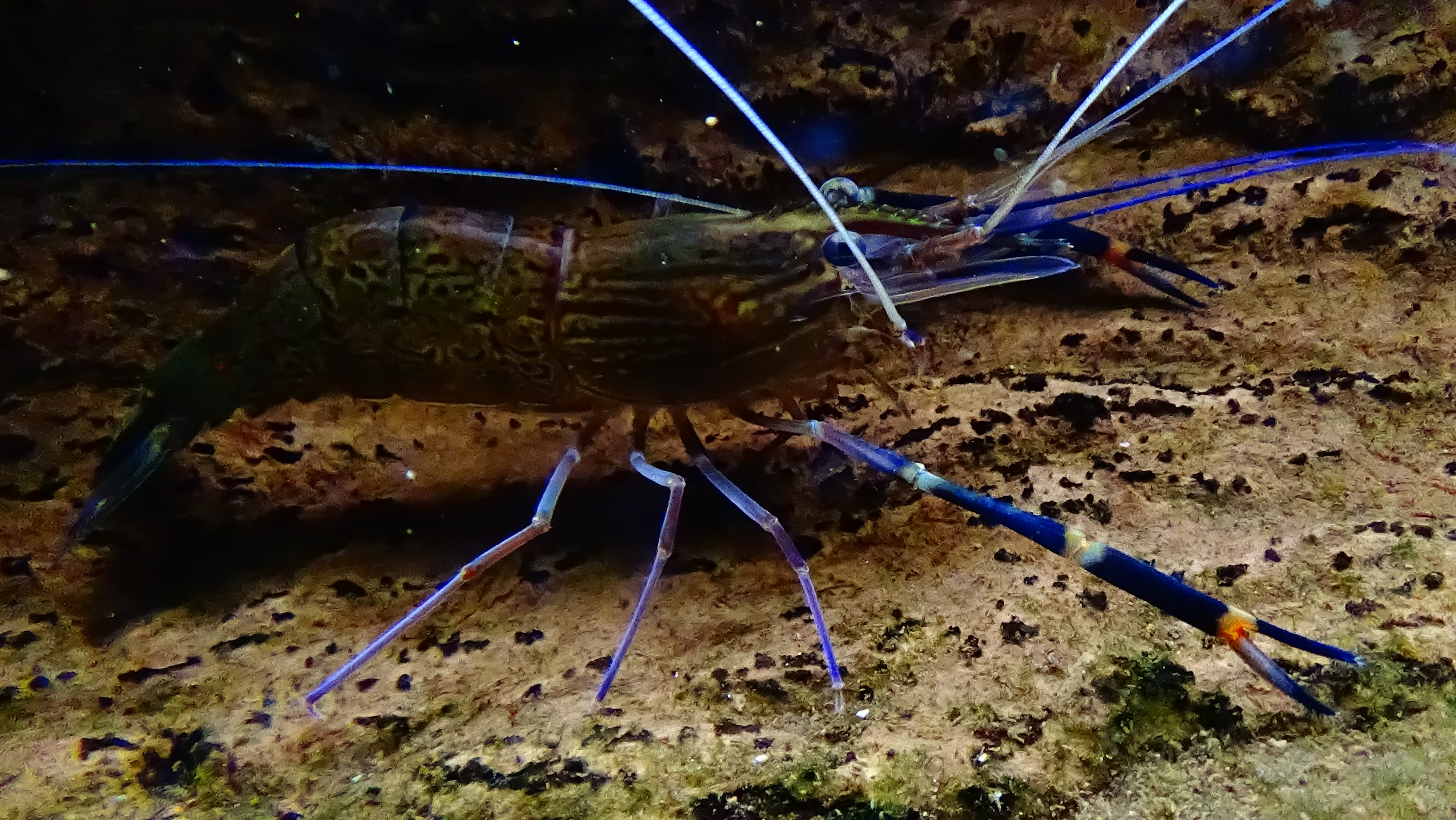
Aquarium du palais de la Porte-Dorée, Paris, France
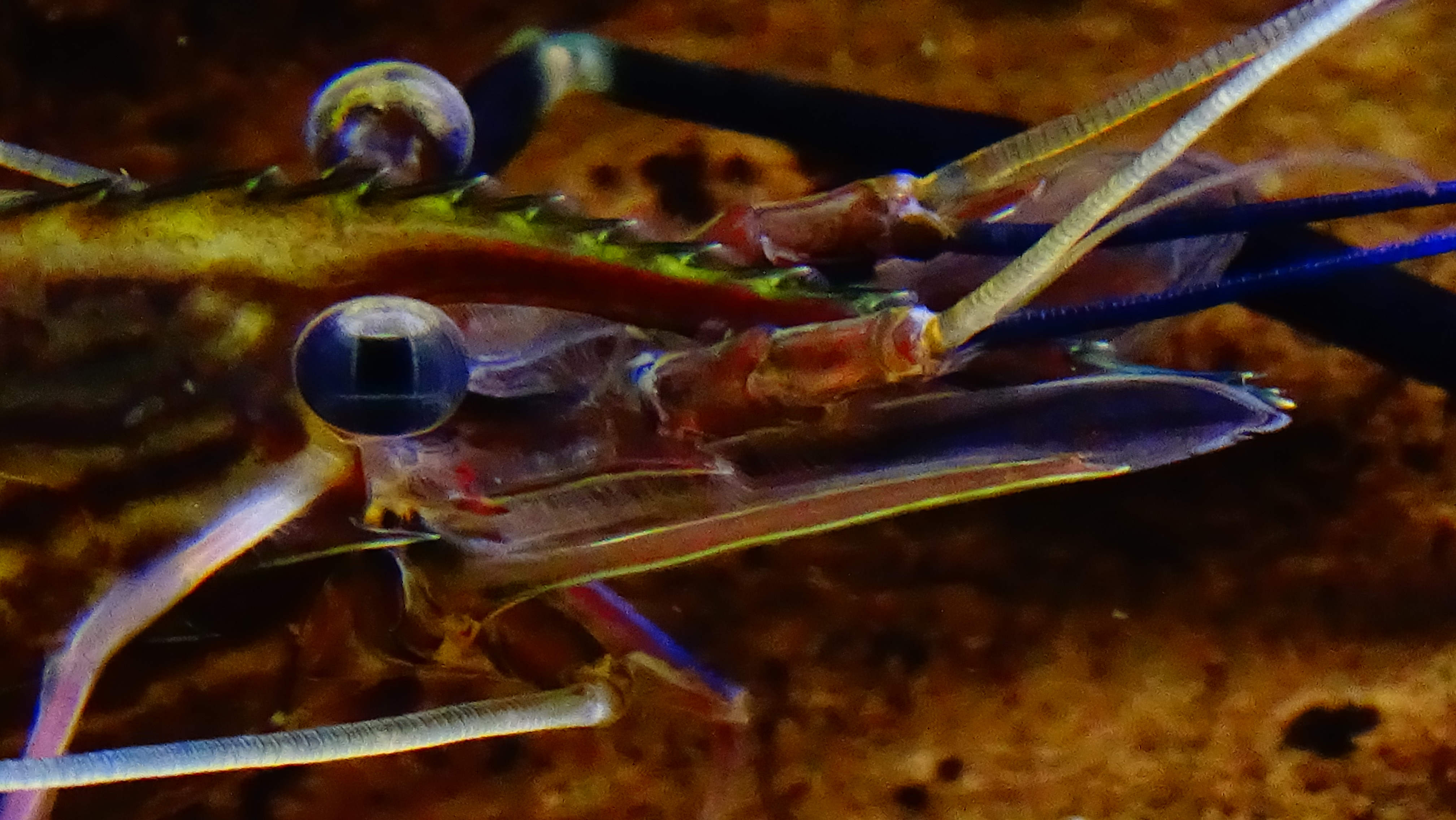
Aquarium du palais de la Porte-Dorée
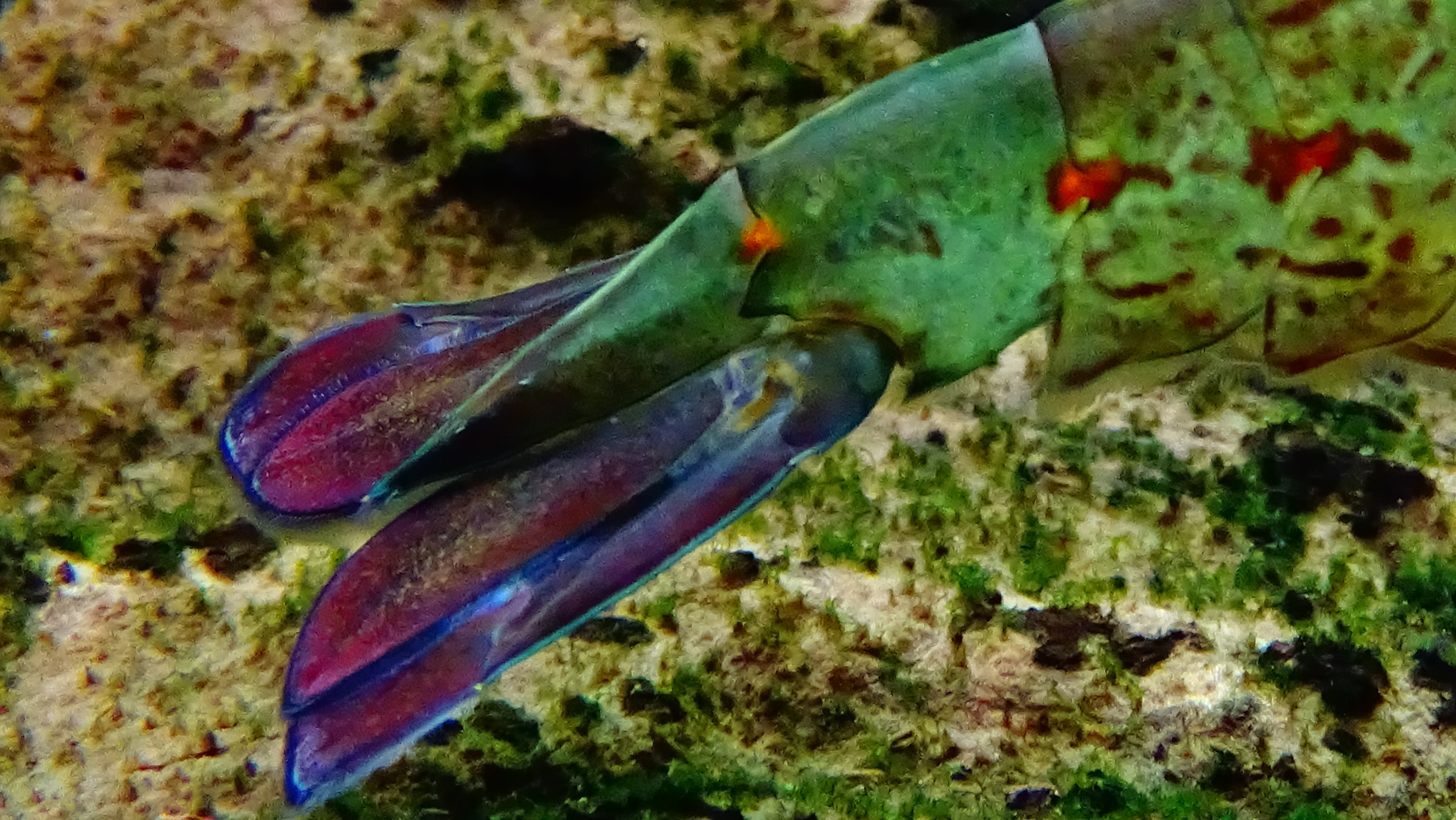
Aquarium du palais de la Porte-Dorée
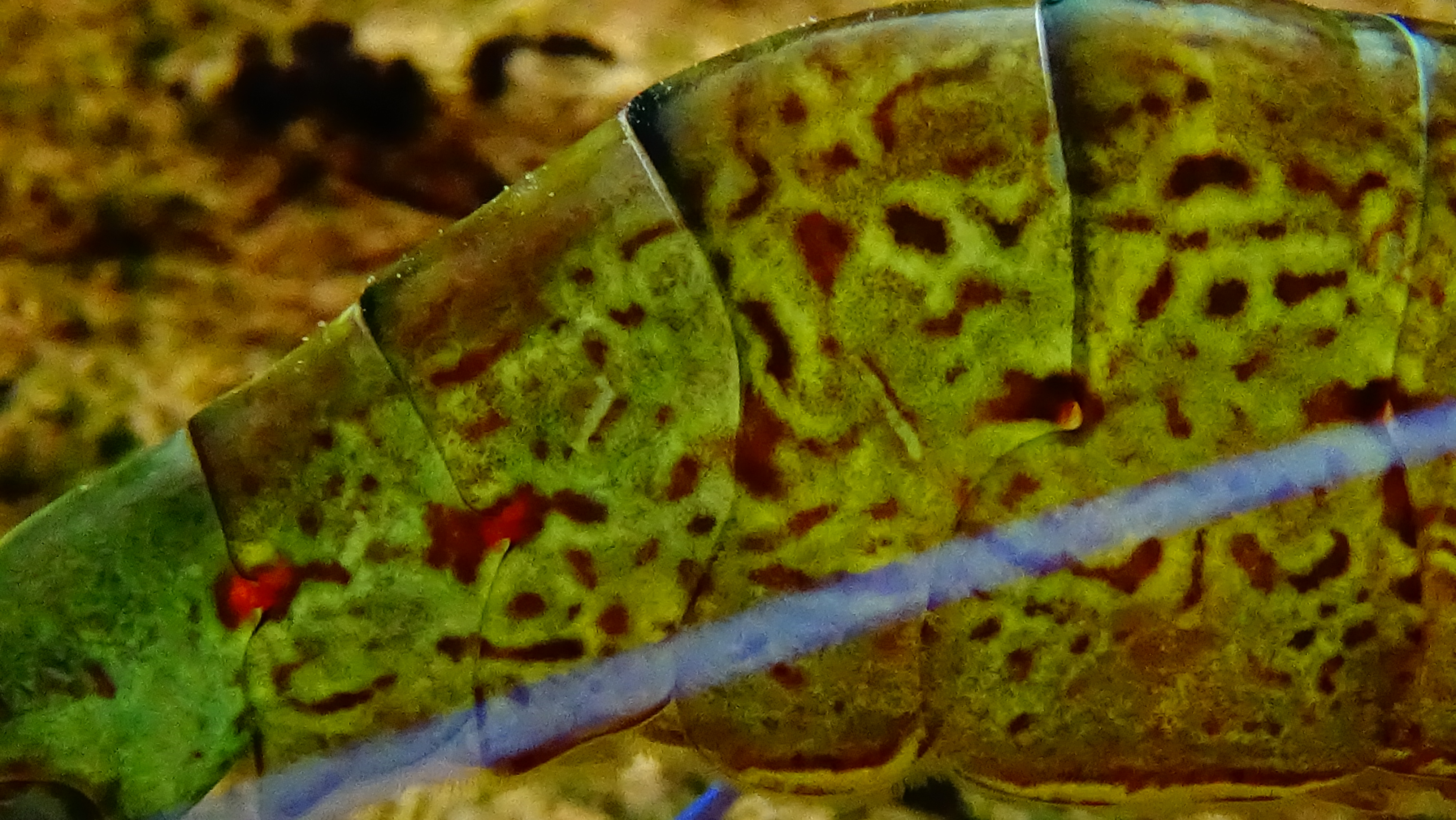
Aquarium du palais de la Porte-Dorée
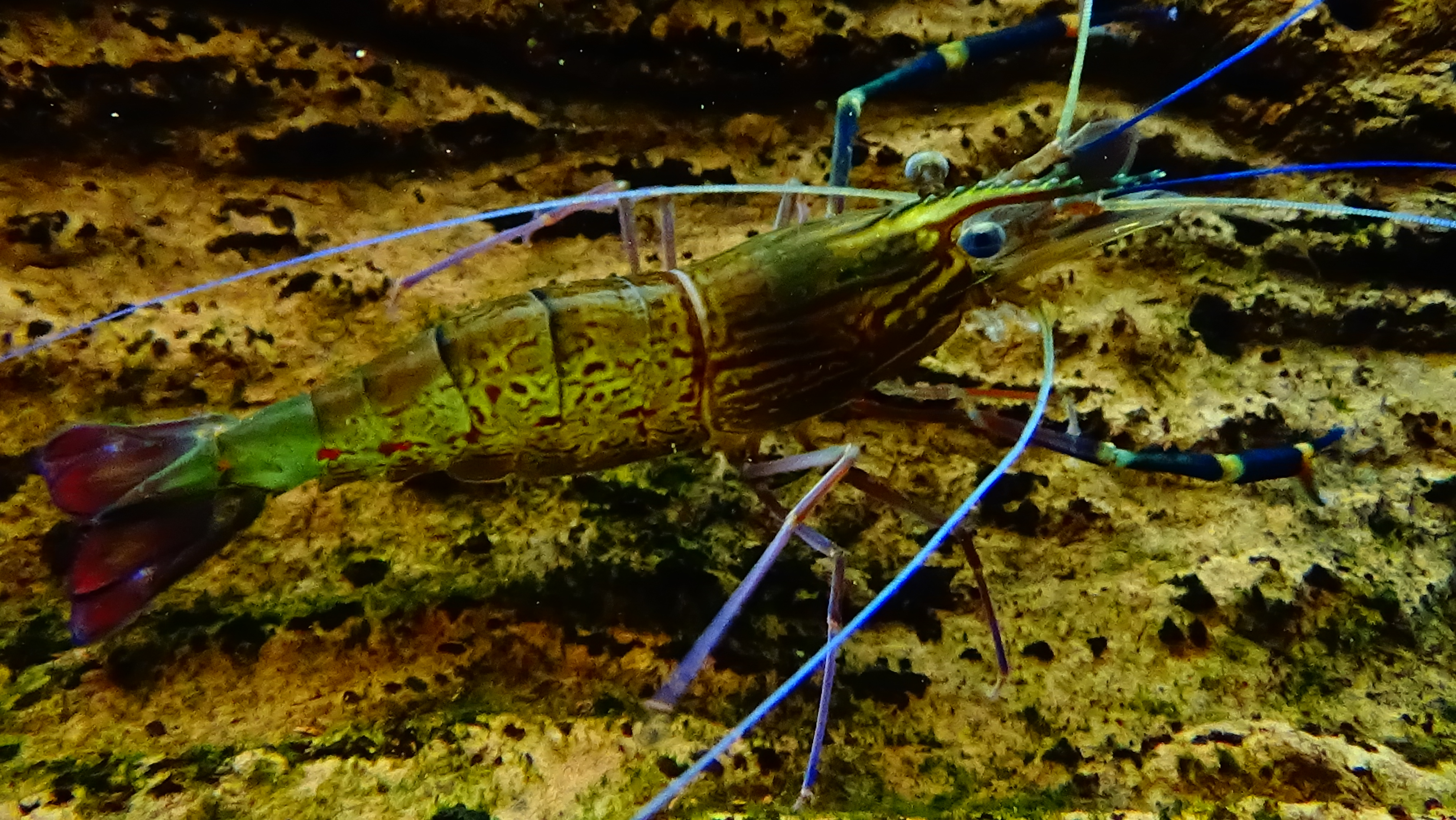
Aquarium du palais de la Porte-Dorée
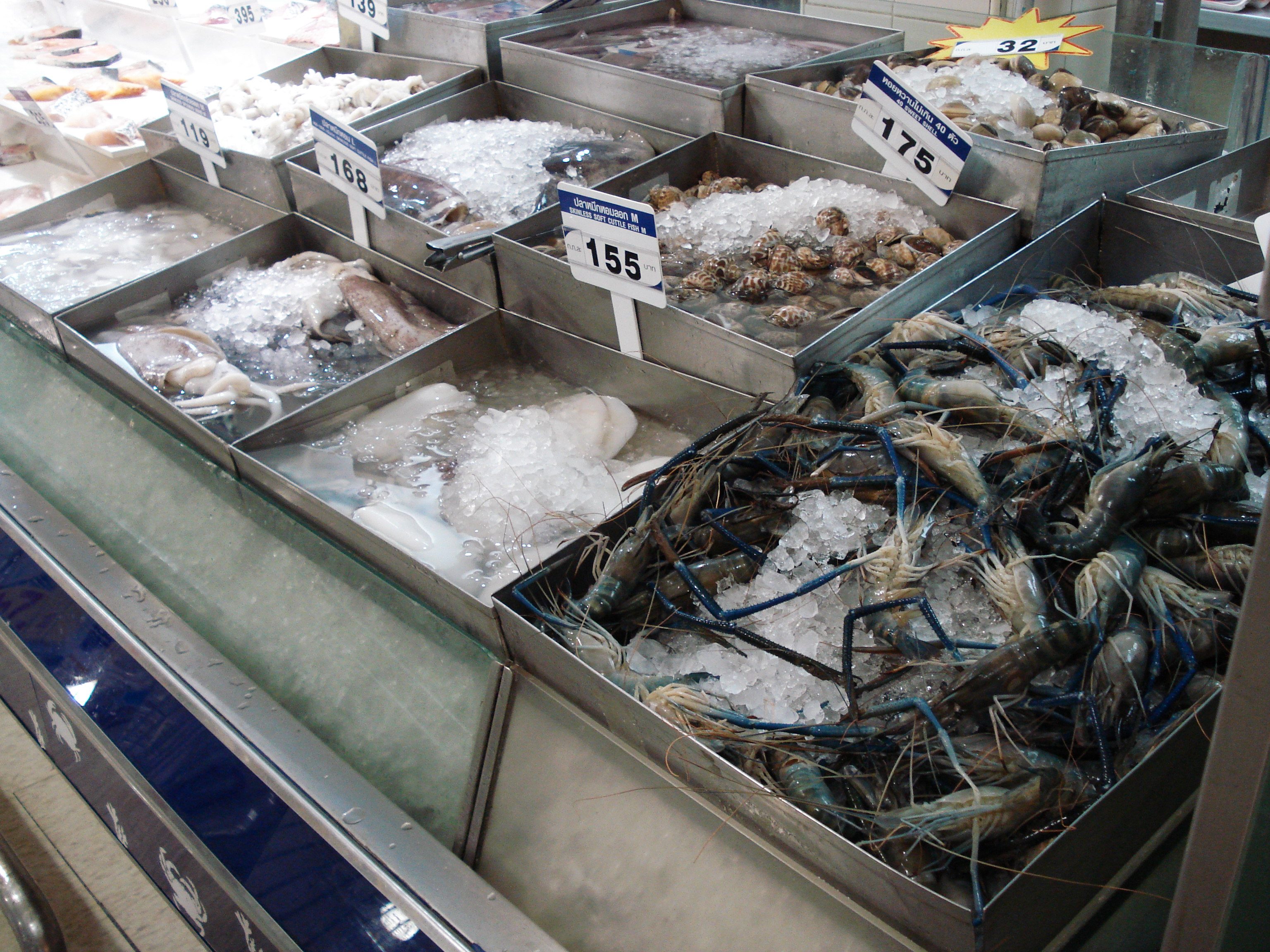
Supermarché à Udon Thani, Thaïlande
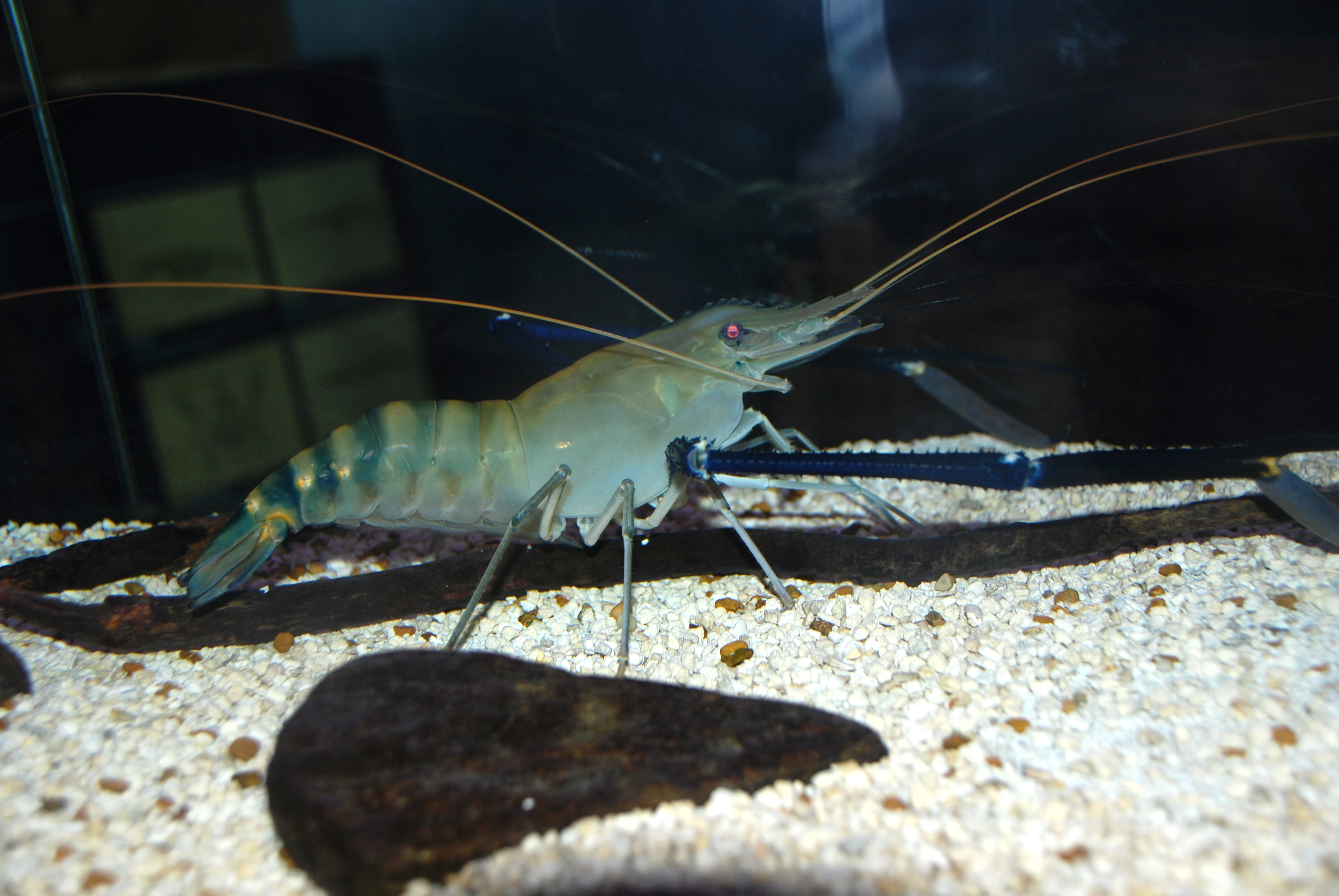
Spécimen presque adulte, Parc zoologique national de Washington, USA
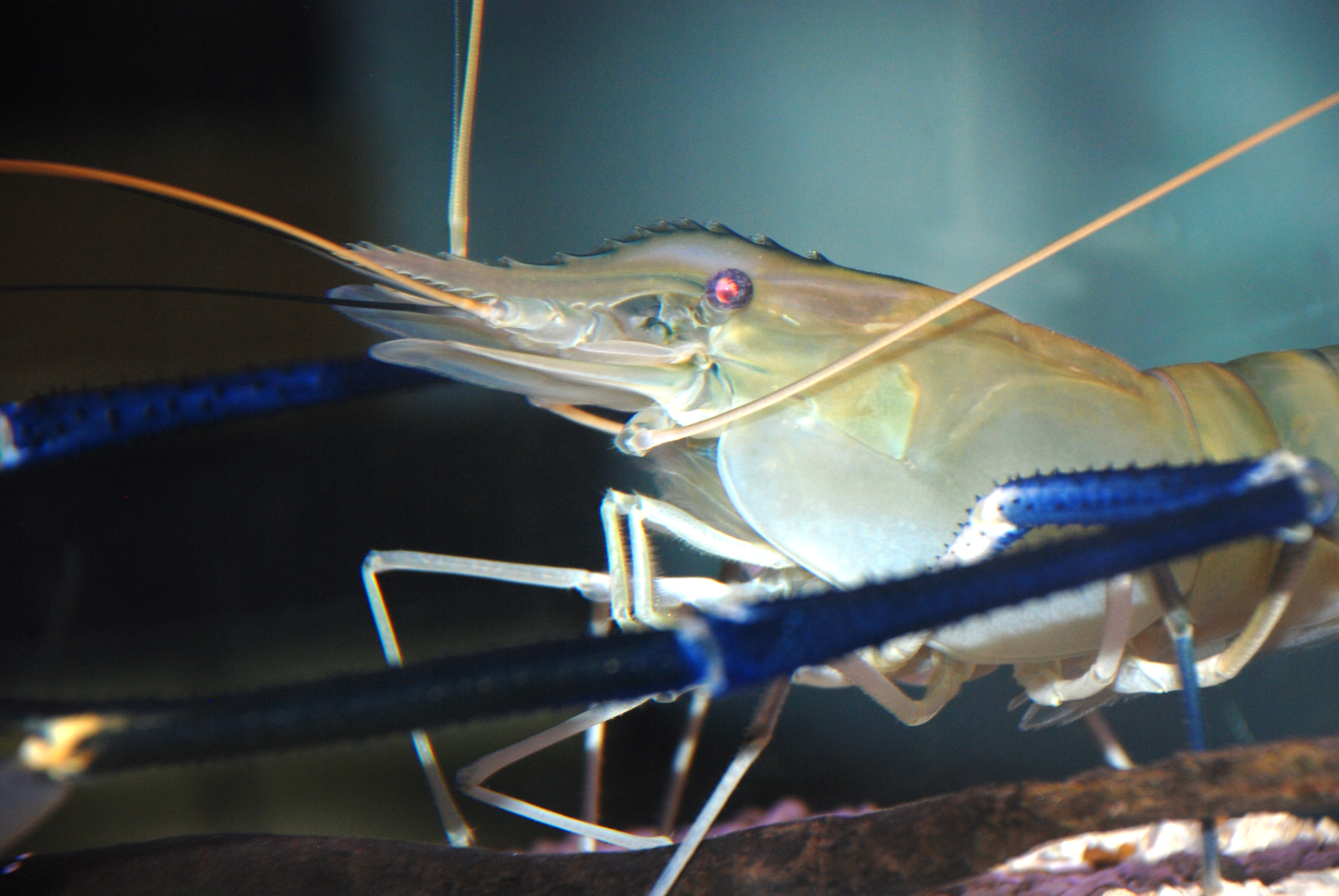
Spécimen presque adulte, Parc zoologique national de Washington